# Sealand Seahawks 2024
Questa voce raccoglie le informazioni riguardanti i Sealand Seahawks nella stagione 2024.

## Maschile

### Amichevoli
| Amburgo 6 aprile 2024, ore 15:00 | Hamburg Huskies | 20 – 28 referto | Sealand Seahawks | Kasim Edebali Field |

| Las Vegas 7 dicembre 2024, ore 14:00 | MLFR Nationals | – referto | Sealand Seahawks |  |

## Femminile

### Amichevoli
| Amsterdam 2 novembre 2024, ore 14:00 | Paesi Bassi | 6 – 0 referto | Sealand Seahawks Womens | Crusaders Stadium |

## Master

### Amichevoli
| Kilmarnock 17 febbraio 2024, ore 15:00 | East Kilbride Pirates | 22 – 6 referto | Sealand Seahawks | Bellsland Field |

## Statistiche di squadra
| Competizione | %Vittorie | In casa | In casa | In casa | In casa | In casa | In casa | In trasferta | In trasferta | In trasferta | In trasferta | In trasferta | In trasferta | Totale | Totale | Totale | Totale | Totale | Totale |
| Competizione | %Vittorie | G       | V       | N       | P       | Pf      | Ps      | G            | V            | N            | P            | Pf           | Ps           | G      | V      | N      | P      | Pf     | Ps     |
| ------------ | --------- | ------- | ------- | ------- | ------- | ------- | ------- | ------------ | ------------ | ------------ | ------------ | ------------ | ------------ | ------ | ------ | ------ | ------ | ------ | ------ |
| Maschile     | 1.000     | 0       | 0       | 0       | 0       | 0       | 0       | 1            | 1            | 0            | 0            | 28           | 20           | 1      | 1      | 0      | 0      | 28     | 20     |
| Femminile    | .000      | 0       | 0       | 0       | 0       | 0       | 0       | 1            | 0            | 0            | 1            | 0            | 6            | 1      | 0      | 0      | 1      | 0      | 6      |
| Master       | .000      | 0       | 0       | 0       | 0       | 0       | 0       | 1            | 0            | 0            | 1            | 6            | 22           | 1      | 0      | 0      | 1      | 6      | 22     |
| Totale       | .333      | 0       | 0       | 0       | 0       | 0       | 0       | 3            | 1            | 0            | 2            | 34           | 48           | 3      | 1      | 0      | 2      | 34     | 48     |